# Championnat d'Australie de football 1988
Navigation
Saison précédente Saison suivante
La saison 1988 du Championnat d'Australie de football est la douzième édition du championnat de première division en Australie. 
La NSL (National Soccer League) regroupe quatorze clubs du pays au sein d'une poule unique, où ils s'affrontent deux fois au cours de la saison régulière, à domicile et à l'extérieur. En fin de saison, les deux derniers du classement sont relégués et remplacés par les deux meilleurs clubs de deuxième division. Le titre se dispute entre les cinq premiers de la première phase par le biais des play-off.
C'est le club de Marconi Fairfield qui remporte la compétition après avoir battu lors du Grand Final Sydney Croatia FC, après la séance de tirs au but. C'est le second titre de champion d'Australie de l'histoire du club, après celui remporté en 1979.

## Les clubs participants
| - Marconi Fairfield - Wollongong Wolves - Promu en National Soccer League - Adelaide City FC - APIA Leichhardt Tigers - Sydney Olympic FC - Sunshine George Cross FC - Brunswick Juventus | - Footscray JUST - South Melbourne FC - Saint-George Saints FC - Preston Lions SC - Melbourne Croatia FC - Sydney Croatia FC - Brisbane Lions SC - Promu en National Soccer League |

## Compétition

### Phase régulière
Le barème utilisé pour établir le classement est le suivant :
- Victoire : 2 points
- Match nul : 1 point
- Défaite : 0 point

| Rang | Équipe                     | Pts | J  | G  | N  | P  | Bp | Bc | Diff |
| ---- | -------------------------- | --- | -- | -- | -- | -- | -- | -- | ---- |
| 1    | Wollongong WolvesP         | 34  | 26 | 13 | 8  | 5  | 44 | 32 | +12  |
| 2    | Sydney Croatia FC          | 34  | 26 | 15 | 4  | 7  | 38 | 30 | +8   |
| 3    | South Melbourne FC         | 34  | 26 | 13 | 8  | 5  | 36 | 29 | +7   |
| 4    | Marconi Fairfield          | 32  | 26 | 12 | 8  | 6  | 46 | 26 | +20  |
| 5    | Sydney Olympic             | 27  | 26 | 9  | 9  | 8  | 28 | 22 | +6   |
| 6    | Adelaide City              | 27  | 26 | 10 | 7  | 9  | 36 | 35 | +1   |
| 7    | Sunshine George Cross      | 27  | 26 | 11 | 5  | 10 | 38 | 39 | -1   |
| 8    | St George Saints           | 26  | 26 | 10 | 6  | 10 | 41 | 35 | +6   |
| 9    | Melbourne Croatia FC       | 24  | 26 | 9  | 6  | 11 | 28 | 33 | -5   |
| 10   | Footscray JUST             | 23  | 26 | 7  | 9  | 10 | 34 | 32 | +2   |
| 11   | APIA Leichhardt Tigers'T'C | 23  | 26 | 8  | 7  | 11 | 28 | 35 | -7   |
| 12   | Preston                    | 22  | 26 | 5  | 12 | 9  | 29 | 35 | -6   |
| 13   | Brunswick Juventus         | 19  | 26 | 7  | 5  | 14 | 31 | 43 | -12  |
| 14   | Brisbane Lions SCP         | 12  | 26 | 4  | 4  | 18 | 28 | 59 | -31  |

|  | Qualification pour les play-off                         |
|  | Relégation en championnat régional                      |
|  | T: Tenant du titre C: Vainqueur de la Coupe d'Australie |

### Play-offs
|          | Preliminary | Preliminary                     | Preliminary  |                                                                                                |  | Semi Final | Semi Final            | Semi Final   |  |  | Preliminary Final | Preliminary Final |  |  | Grand Final           | Grand Final      |
|          |             |                                 |              |                                                                                                |  |            |                       |              |  |  |                   |                   |  |  |                       |                  |
|          |             |                                 |              |                                                                                                |  |            | 21 août 1988          |              |  |  |                   |                   |  |  |                       |                  |
|          |             |                                 |              |                                                                                                |  | 1          | Wollongong Wolves     | 0 (3)        |  |  |                   |                   |  |  |                       |                  |
|          |             |                                 |              |                                                                                                |  |            | Sydney Croatia FC tab | 0 (4)        |  |  |                   |                   |  |  | 9 septembre 1988      | 9 septembre 1988 |
|          |             |                                 |              |                                                                                                |  |            |                       |              |  |  |                   |                   |  |  | Sydney Croatia        | 2 (4)            |
|          |             | 17 août 1988                    | 17 août 1988 |                                                                                                |  |            |                       |              |  |  | 28 août 1988      | 28 août 1988      |  |  | Marconi Fairfield tab | 2 (5)            |
|          | 2           | Sydney Croatia                  | 2            |                                                                                                |  |            |                       |              |  |  | Wollongong Wolves | 0                 |  |  |                       |                  |
|          | 3           | South Melbourne FC              | 1            |                                                                                                |  |            | 21 août 1988          | 21 août 1988 |  |  | Marconi Fairfield | 2                 |  |  |                       |                  |
|          |             |                                 |              |                                                                                                |  |            | South Melbourne FC    | 1            |  |  |                   |                   |  |  |                       |                  |
|          |             | 16 août 1988                    | 16 août 1988 |                                                                                                |  |            | Marconi Fairfield     | 2            |  |  |                   |                   |  |  |                       |                  |
|          | 4           | Marconi Fairfield               | 3            |                                                                                                |  |            |                       |              |  |  |                   |                   |  |  |                       |                  |
|          | 5           | Sydney Olympic                  | 1            |                                                                                                |  |            |                       |              |  |  |                   |                   |  |  |                       |                  |
|          |             |                                 |              | \| Légende: \| \| Progression de l'équipe défaite \| \| Progression de l'équipe victorieuse \| |  |            |                       |              |  |  |                   |                   |  |  |                       |                  |
| Légende: |             | Progression de l'équipe défaite |              | Progression de l'équipe victorieuse                                                            |  |            |                       |              |  |  |                   |                   |  |  |                       |                  |

## Bilan de la saison
| Championnat d'Australie de football 1988      |                              |
| Champion                                      | Marconi Fairfield (2e titre) |
| Coupes et trophées                            |                              |
| Vainqueur de la Coupe d'Australie 1988        | APIA Leichhardt Tigers       |
| Promotions et relégations                     |                              |
| Promus en Championnat d'Australie de football | Blacktown City FC            |
| Promus en Championnat d'Australie de football | Heidelberg United            |
| Relégués                                      | Brunswick Juventus           |
| Relégués                                      | Brisbane Lions SC            |